# Денис, Модесто
Модесто Денис (исп. Modesto Denis; 15 июня 1898 или 9 марта 1901, Асунсьон — неизвестно) — парагвайский футболист, вратарь.

## Биография
Модесто Денис родился 15 июня 1898 года в парагвайском городе Асунсьон.
Выступал за парагвайский клуб «Насьональ» из Асуньсона, дважды выигрывал в его составе чемпионат Парагвая в 1924 и 1926 годах. В составе сборной Парагвая играл на чемпионатах Южной Америки 1922, 1923, 1924, 1925 и 1926 годов, а также на чемпионате мира 1930 года в Уругвае. Парагвайцы заняли 2-е место в группе, уступив США и опередив Бельгию (Денис сыграл матч против США, закончившийся проигрышем Парагвая 0:3).
Дата смерти неизвестна.